# Daniel Dubiecki
Daniel Dubiecki (Santa Mônica, 15 de julho de 1977) é um produtor cinematográfico norte-americano. Como reconhecimento, foi nomeado ao Oscar 2010 na categoria de Melhor Filme por Up in the Air.